# VKプロスチェヨフ
VKプロスチェヨフ（Volejbalový Klub Prostějov）は、チェコのプロスチェヨフを本拠地とする女子バレーボールクラブチームである。チェコリーグに所属し、欧州チャンピオンズリーグにも出場実績がある。

## チーム名の変遷
チーム名は下記のように改称しており、現在の名称はスポンサー名を冠した「VK Agel Prostějov」である。
- Modranská Prostějov （2008-2011年）
- VK Modranská Prostějov （2011-2012年）
- VK Agel Prostějov （2012年-）

## 登録選手
2015/16シーズンの登録選手は次の通り。
| 背番号 | 選手名                   | ポジション         | 身長（メートル） |
| ------ | ------------------------ | ------------------ | ---------------- |
| 1      | ミラ・トピッチ           | ウィングスパイカー | 1.86             |
| 2      | バルボラ・ガンボバ       | ウィングスパイカー | 1.78             |
| 4      | メリッサ・バルガス       | ウィングスパイカー | 1.91             |
| 5      | カトレーン・ワイス       | セッター           | 1.77             |
| 6      | ニナ・ヘレロバ           | ミドルブロッカー   | 1.85             |
| 7      | キンタ・ステーンベルヘン | ミドルブロッカー   | 1.87             |
| 9      | Sonja Borovinšek         | ミドルブロッカー   | 1.87             |
| 10     | Solange Soares           | オポジット         | 1.81             |
| 11     | レアンニ・カスタニェダ   | オポジット         | 1.86             |
| 12     | ユリエ・コバロバ         | リベロ             | 1.79             |
| 14     | Kristyna Adamciková      | ウィングスパイカー | 1.83             |
| 15     | Tatsiana Markevich       | ウィングスパイカー | 1.84             |
| 16     | ベロニカ・トルンコバ     | セッター           | 1.81             |
| 18     | スリアン・マティエンソ   | ウィングスパイカー | 1.78             |
|        | アネタ・ハブリチコバ     | ミドルブロッカー   | 1.80             |
|        | Sarah Cruz               | ウィングスパイカー | 1.83             |
|        | Lucie Zatloukalová       | セッター           | 1.77             |

## 主な歴代所属選手
- シュテファニー・カーク
- カトレーン・ワイス
- ラウラ・ワイエンマイアー
- ユリエ・ヤショバ
- アンドレア・コッサニオバ
- サーニャ・ポポビッチ
- ヴェロニカ・フロンチェコバ
- キンタ・ステーンベルヘン
- コリーナ・シュシュケ
- ザスキア・ヒッペ
- ツベテリナ・ザルコバ
- オガナ・ナマニ
- キンバリー・グラース
- イエリズ・バシャ
- ティヤナ・マレセビッチ